# Иоанн Дука (севастократор)
Иоанн Дука (греч. Ιωάννης Δούκας, Iōannēs Doukas; 1126 — 1200) — византийский политический деятель.

## Биография
Иоанн был сыном Константина Ангела и Феодоры Комнины. Впервые он упоминается в документе 1166 года. Десять лет спустя в битве при Мириокефале он командовал военным отрядом и после битвы участвовал в схватке с сельджуками, которую проиграл. В 1185 году он поддержал своего племянника Исаака II Ангела, который сверг императора Андроника Комнина. Новый государь отблагодарил дядю, даровав ему титул севастократора. В 1186 году Дука возглавил экспедицию против Петра и Ивана Асеней, которые пытались воссоздать Болгарское царство. Несмотря на успешную оборону, Исаак отстранил своего родственника. В ответ Иоанн поддержал брата басилевса Алексея, который в 1195 году захватил власть.

## Семья
От первого брака (имя жены неизвестно) появилось двое сыновей:
1. Исаак Ангел — женился на дочери Алексея Враны
2. Алексей Дука Комнин Ангел

Второй супругой Иоанна стала его дальняя родственница Зоя Дукиня (внучка Исаака Комнина, сына императора Иоанна II Комнина. В этом браке появилось шестеро детей:
1. Феодор Комнин Дука — наследовал престол Эпира у своего незаконорождённого брата Михаила
2. Мануил Комнин Дука — был правителем города Фессалоники.
3. Константин Комнин Дука, ставший правителем Акарнании
4. Дочь, вышедшая замуж за графа Кефалинии и Закинфа Матео Орсини.
5. Дочь, ставшая супругой Михаила Кантакузина, который участвовал в заговоре против Исаака Ангела.

Также у него был незаконорождённый сын от служанки, чьё имя неизвестно:
1. Михаил I Комнин Дука — основатель Эпирского царства.